# Fisura petro-occipital
Esta superficie ranurada del agujero magno está separada a ambos lados de la porción petrosa del hueso temporal por la fisura petrooccipital, que está ocupada en estado fresco por una placa de cartílago; la fisura se continúa por detrás con el agujero yugular y sus márgenes están ranurados para el seno petroso inferior. 
El foramen yugular aparece como una fisura de la parte anteromedial de la fisura petrooccipital, cuyos límites muy irregulares le han dado el nombre de "agujero rasgado posterior" (foramen lacerum posterius). 